# Colombiers, Charente-Maritime
Colombiers là một xã trong tỉnh Charente-Maritime trong vùng Nouvelle-Aquitaine, tây nam nước Pháp. Xã Colombiers, Charente-Maritime nằm ở khu vực có độ cao từ 6-57 mét trên mực nước biển.
Sông Seugne tạo thành phần lớn ranh giới phía đông của xã.